# Ensemble Burghof Vohburg an der Donau

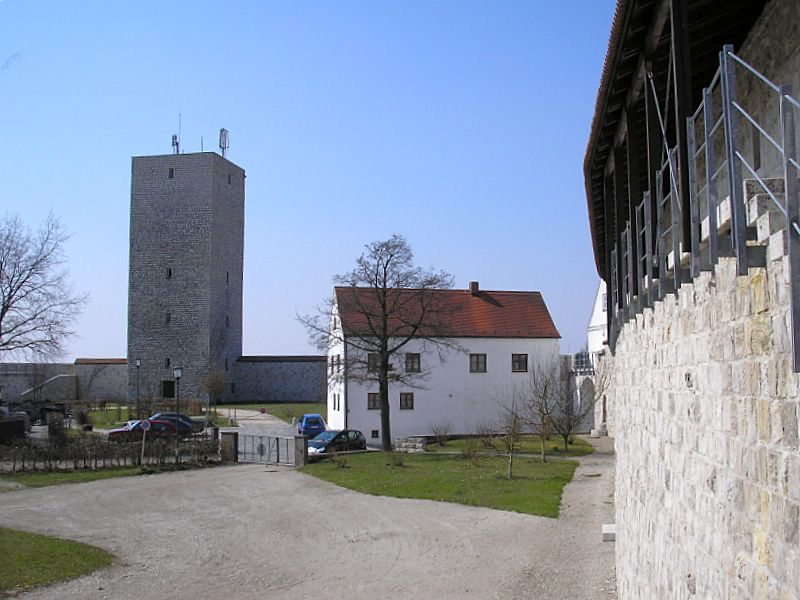
Burg Vohburg, Bergfried

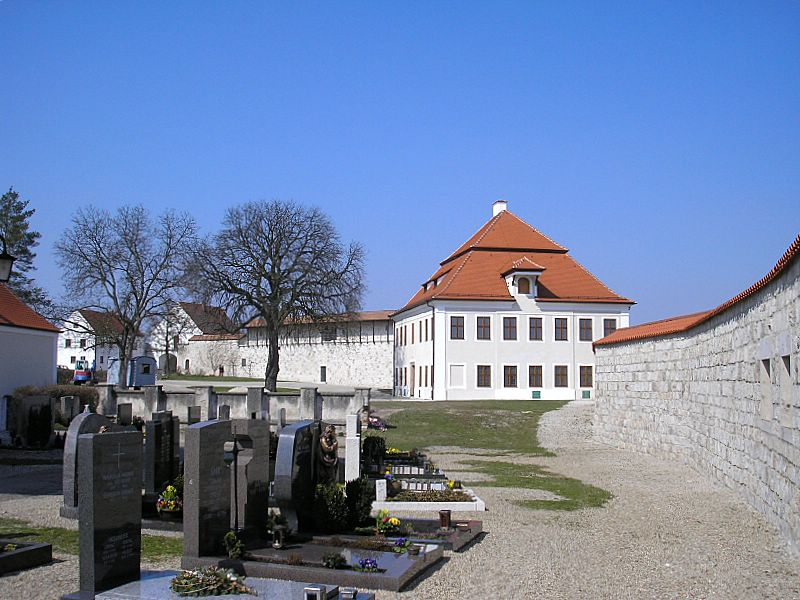
Ringmauer und Pflegschloss

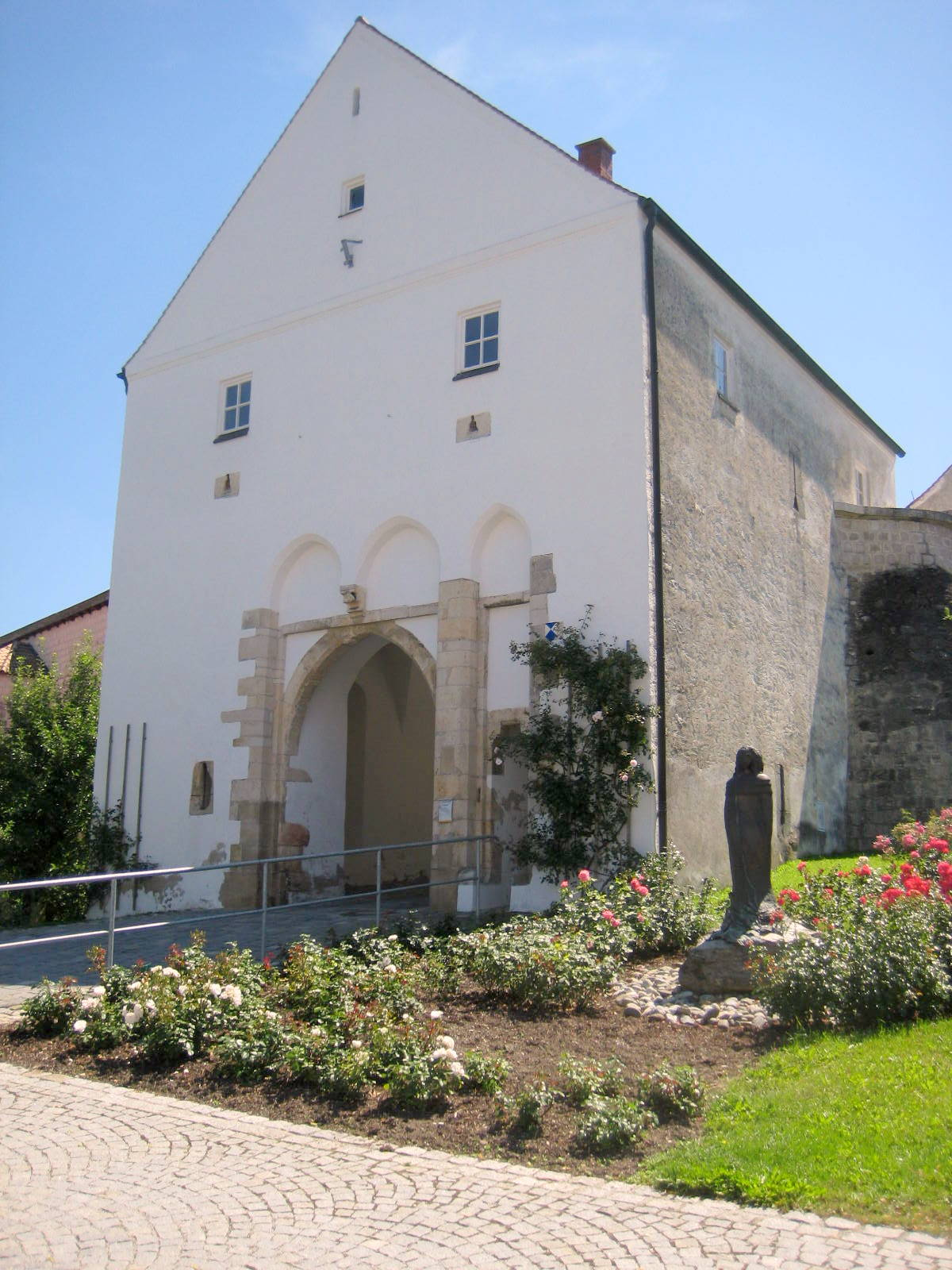
Torbau

Das Ensemble Burghof in Vohburg an der Donau, einer Stadt im oberbayerischen Landkreis Pfaffenhofen an der Ilm, ist ein Bauensemble, das unter Denkmalschutz steht. Vohburg liegt auf einer Halbinsel, die in einem isolierten Berg mit ausgedehntem Plateau gipfelt, zwischen kleiner Donau im Süden und Donau im Norden.

## Beschreibung
Das Ensemble umfasst die stadtbildprägende, zum Teil noch aus dem 13. Jahrhundert stammende Ruine der Vohburg auf dem erhöht gelegenen Burgberg mit der barocken Pfarrkirche St. Petrus und dem 1721 errichteten Pflegerschloss.
Erstmals namentlich erwähnt wurde die Vohburg um 895 als befestigte Hofanlage und Herrschaftsmittelpunkt des Adeligen „Pernardus de Vohaburch“. Seit dem 10. Jahrhundert zum Amtsgut des bayerischen Pfalzgrafen gehörig, ging die Vohburg als Erbe der Rapotonen 1099 an die Diepoldinger, Markgrafen von Cham und Nabburg, über. Ihre wittelsbachischen Erben erweiterten die Burganlage und Herzog Ludwig der Strenge ließ sie 1255 als Verwaltungsmittelpunkt seines gesamten Hoheitsgebiets ausbauen.
Mit der zweiten Zerstörung der Burg und dem Verlust der Mittelpunktfunktion samt Zollstätte im Jahr 1316 im Bruderzwist setzte der Niedergang der Vohburg ein, die aber von 1431 bis 1435 noch einmal als Residenz für Herzog Albrecht III. und Agnes Bernauer diente. Im Dreißigjährigen Krieg wurde 1641 die Burganlage durch die Schweden endgültig zerstört.
Architektonisch dominieren die im Kern aus dem 13. Jahrhundert stammende, circa 470 Meter lange und unregelmäßig dem Geländeverlauf folgende Ringmauer mit nördlichem Torbau, die auch die Ensemblegrenze bildet, sowie die im Burghof errichtete Pfarrkirche St. Petrus mit schlankem Westturm und Zwiebelhaube. Ihr heutiges Erscheinungsbild geht auf die Jahre 1820/23 zurück. Dazu kommt noch das 1721 erbaute, zweigeschossige Pflegerschloss mit Mansardwalmdach und der mächtige, 1959 nach historischem Vorbild rekonstruierte Bergfried.

## Einzeldenkmäler
Siehe: Liste der Baudenkmäler in Vohburg an der Donau